# Hyalornis fulvata
Hyalornis fulvata là một loài bướm đêm trong họ Geometridae.